# Picture of Beauty
Pour plus de détails, voir Fiche technique et Distribution.
Picture of Beauty est un film dramatique érotique britannique écrit et réalisé par Maxim Ford sorti en 2017. 

## Fiche technique
- Titre original : Picture of Beauty
- Réalisation : Maxim Ford
- Scénario : Maxim Ford
- Musique : Maciej Kierzkowski
- Montage : Mariusz Kus
- Production : Elzbieta Trzeciak
- Société(s) de production :
- Société(s) de distribution :
- Pays dorigine :  Royaume-Uni
- Langue : anglais
- Format : Couleur
- Genre : Drame
- Lieux de tournage : Pologne
- Durée : 70 minutes (1 h 10)
- Dates de sortie :
  -  Royaume-Uni : 14 mars 2017

## Distribution
- Taylor Sands : Julia
- Danielle Rose : Stéphanie
- Pawel Hajnos : Franek
- Magdalena Bochan-Jachimek : Hazel
- Joanna Mazewska : Magdelena
- Joanna Sobocinska : Delilah
- Ernestyna Winnicka : la marieuse
- Amer Riad El Muafy : le policier
- Elen Moore : Cécila
- Frantisek Smejkal : Paul
- Sylwia Kaczmarek : Madam
- Marek Dmoch : George
- Marek Zimakiewicz : Priest
- Justyna Swierczynska
- Misha Czumaczenko
- Lidia Banach
- Aleksandra Dzierzawska
- Tatiana Kot